# Бенедикт XI
Блажений папа Бенедикт XI (на латински: Beatus Benedictus XI), роден под името Никола Бокасини е глава на Римокатолическата църква от избирането му на 22 октомври 1303 г. до смъртта си по-малко от година по-късно. Преди да е избран за папа Бенедикт XI е доминикански монах, и е направен Магистър на ордена в 1296 г.